# Archivo Histórico del Colegio de las Vizcaínas
El Archivo Histórico del Colegio de las Vizcaínas es un acervo mexicano perteneciente al Colegio de las Vizcaínas localizado en Ciudad de México y fundado a mediados del siglo XVIII.

## Introducción
Los Fondos Antiguos del Archivo Histórico «José María Basagoiti Noriega» del Colegio de San Ignacio de Loyola, Vizcaínas, están formados por un acervo cuyo tema central gira en torno a la vida de la mujer y las instituciones que la protegieron a lo largo de los siglos XVI, XVII, XVIII y XIX. 
Por la originalidad e importancia de los temas allí plasmados, los documentos que integran los Fondos Antiguos, proporcionan una fuente significativa para el conocimiento de la conducta, los procederes y los pensamientos relativos a la mujer, su educación y su amparo durante más de trescientos años de devenir histórico.
Así, leyendo la minuciosidad de la vida cotidiana de las mujeres, se pueden descubrir una variedad de temas que tienen que ver entre otros, con los sistemas pedagógicos, la religión, el arte, la política, la economía y tantos más.

## La historia del archivo
La historia del archivo comienza cuando al fundarse el Colegio de San Ignacio, hacia la primera mitad del siglo XVIII, se tuvo a bien ordenar el cuidado y la organización de todos y cada uno de los documentos de Vizcaínas, mismos que a lo largo de los siglos, se irían resguardando, disciplinada y metódicamente, lo que proporciona hoy información detallada de la vida novohispana. 
Cabe recordar que, a raíz de las Leyes de Reforma, hacia la segunda mitad del siglo XIX, ingresan al archivo los documentos de cinco instituciones más, suprimidas por orden constitucional; es entonces cuando llegan las colecciones del Colegio de Niñas de la Caridad, fundado, como ya se mencionó en el siglo XVI; los del Colegio de San Miguel de Belén, fundado en el XVII; y los de tres de las cofradías más influyentes de la Nueva España: la del Santísimo Sacramento, fundadora y mecenas del Colegio de Niñas de la Caridad; la de Nuestra Señora de Aránzazu, que concibió y patrocinó el Colegio de Vizcaínas; y la del Divino Salvador del Mundo y Buena Muerte, todas ellas, desaparecidas a raíz de la nueva legislación liberal.
Por otro lado, hacia finales del siglo XIX, el Ayuntamiento de la Ciudad de México dispuso que las Escuelas Rico, fundadas en 1837 por el distinguido filántropo José María Rico, para atender a niños pobres, pasaran al Colegio de Vizcaínas; agregándose también al archivo los documentos de dicha institución.
La conjunción de estos documentos se vinculan a la historia de la conducta humana y del desarrollo social vistos a través de la educación de las mujeres, no solo de México, sino como referente de la instrucción brindada en las diversas instituciones educativas de los siglos XVI al XIX.
Los fondos antiguos del archivo resguardan información completa, única e irremplazable, representativa de siete instituciones, cuatro colegios y tres cofradías, que impactaron a la sociedad de su tiempo a través de la educación y el amparo otorgado a la mujer. Ante ello, cabe afirmar que su desaparición empobrecería significativamente al patrimonio de la humanidad, ya que la influencia que proyectaron fue de tal manera positiva que contribuyó de manera sobresaliente en el devenir histórico de su tiempo.
Los documentos datan de 1538 a 1928, de modo que el documento más antiguo tiene 474 años. Pero al mismo tiempo, por el carácter diacrónico de la institución, así como por supervivencia y continuidad, sus colecciones proporcionan un testimonio original del proceso educativo femenino y de apoyo a la mujer, a lo largo de los siglos, XVI, XVII, XVIII, XIX y XX, que benefició no solo a la comunidad nacional, sino a niñas de diversos lugares del orbe.
Tanto desde el momento de su fundación como en los siglos posteriores y por su misma naturaleza, las distintas instituciones cuyos documentos se resguardan en Vizcaínas, ejercieron una influencia sobresaliente en las sociedades de su tiempo.
Los documentos que forman los Fondos Antiguos congregan además de los diversos soportes, una serie de encuadernaciones, de estilos caligráficos y plásticos que sirven para descubrir las distintas formas de escritura y de expresión usadas a lo largo de cuatro siglos; así en añadidura a su provechoso contenido, las colecciones presentan un acervo plástico significativo para la historia en sus diversos matices.
Tanto la antigüedad de los soportes, como las tintas usadas en su manufactura, los contenidos generales de los documentos y su desarrollo histórico sirven para avalar la autenticidad de los mismos, lo que hace implícito el valor de cada una de las colecciones. Por lo tanto, se puede agregar que todo el material que conforma el acervo es original y único.
En otras palabras, los Fondos Antiguos del archivo, se pueden considerar sin lugar a duda, como únicos y representativos del proceso educativo y filantrópico, que a través de cuatro siglos, se llevó a cabo con espléndidos resultados, impactando de forma positiva a la sociedad de su tiempo.
El archivo tiene como prioridad difundir las colecciones no solo por su fehaciente importancia, sino por el legado que significa para el mundo, tomando en cuenta que el Colegio de San Ignacio de Loyola Vizcaínas es una institución generadora de una gran riqueza documental, que a lo largo de siglo y medio ha sido resguardo de otras colecciones igualmente trascendentales.
Todo esto ha permitido que los documentos reflejen por sí solos, con especial claridad, la memoria viva de México, región icónica para comprender el desarrollo de la historia no solo del continente americano, sino, aún del mundo. En general podemos decir que el Archivo Histórico del Colegio de las Vizcaínas tiene bajo su tutela documentos que conforman un corpus de fuentes primarias para el conocimiento del devenir histórico americano desde el siglo XVI hasta el XX.
Han colaborado en el archivo Enrique de Olavarría y Ferrari, quien en las postrimerías del siglo XIX se ocupó de ordenar por primera vez las colecciones del archivo con un interés plenamente académico; su intención era escribir la historia del colegio, obra publicada en 1889 bajo el título El Real Colegio de San Ignacio de Loyola, vulgarmente Colegio de las Vizcaínas, en la actualidad Colegio de la Paz. Reseña histórica, con el pie de imprenta de Francisco Díaz de León; su reseña iría dedicada a los tres fundadores del colegio, Francisco de Echeveste, Manuel de Aldaco y Ambrosio de Meave, a los benefactores Manuel Eduardo Zorrilla y José Patricio Fernández de Uribe y a los presidentes Benito Juárez y Porfirio Díaz, quienes siempre favorecieron y protegieron al colegio.
En el siglo XX Pedro Lascuráin, presidente de la Junta Directiva del Colegio, mandó arreglar el archivo para continuar la reseña histórica que había escrito Olavarría y Ferrari. Lascuráin encomendó dicha tarea a Julia Mörner, antigua alumna y directora del colegio, la que, ayudada por Soledad Salazar trabajó bajo la tutela de Francisco Fernández del Castillo, eminente historiador e investigador oficial del Archivo General de la Nación. 
Fernández del Castillo quedó como primer director del archivo histórico del colegio, cargo durante el cual se dedicó a ordenar los documentos, organizándolos en legajos y libros; a su muerte, ocurrida en 1936, seguiría Julia Mörner.
Hacia 1938, con el objeto de crear el museo del colegio, se le encomendó a Gonzalo Obregón, historiador del arte, el cuidado del archivo, quien siguió ordenando los legajos, ayudado todavía algún tiempo por Julia Mörner.
Posteriormente la historiadora Josefina Muriel con nuevas metodologías, reorganizó buena parte de los documentos originales. Cabe señalar que tanto Enrique de Olavarría y Ferrari como Gonzalo Obregón, Julia Mörner y Josefina Muriel se ocuparon no solo del cuidado de las colecciones, sino que paralelamente escribieron la historia de la notable institución. A partir de 25 de noviembre de 1999, el archivo ha estado a cargo de Ana Rita Valero de García Lascurain.
Los documentos de Vizcaínas han sido considerados como Patrimonio de la humanidad por la Organización de las Naciones Unidas para la Educación, la Ciencia y la Cultura (UNESCO) a través de su rograma Memoria del Mundo.